# Nemegtbaatar
Nemegtbaatar is een uitgestorven zoogdier uit de superfamilie Djadochtatherioidea van de Multituberculata. Dit dier leefde tijdens het Laat-Krijt in Centraal-Azië.  

## Fossiele vondsten
Fossielen van Nemegtbaatar zijn gevonden in de Barun Goyotformatie en Djadochtaformatie in Mongolië. De vondsten dateren uit het Campanien.

## Kenmerken
Nemegtbaatar had een springende of rennende leefwijze, vergelijkbaar met die van hedendaagse jerboa's of renmuizen. De lichaamsbouw van Nemegtbaatar vertoont overeenkomsten met die van knaagdieren. Het was een relatief grote vorm uit de Djadochtatherioidea met een schedellengte tot 4,5 cm. De lichaamslengte wordt geschat op ongeveer 15 cm.